# Liste von Zuflüssen der Vils
Liste von Zuflüssen der Vils

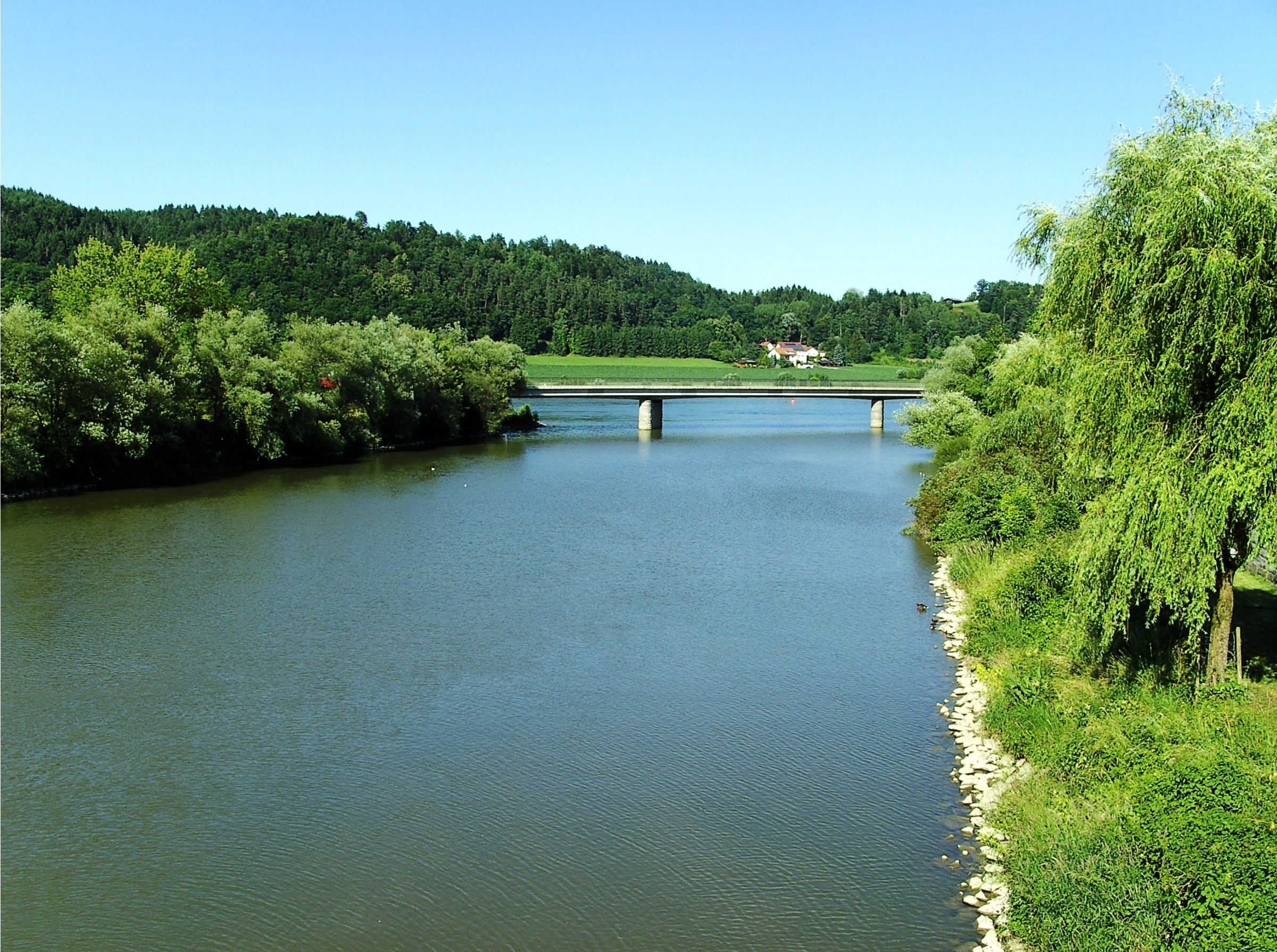
Die Vils nahe ihrer Mündung in die Donau

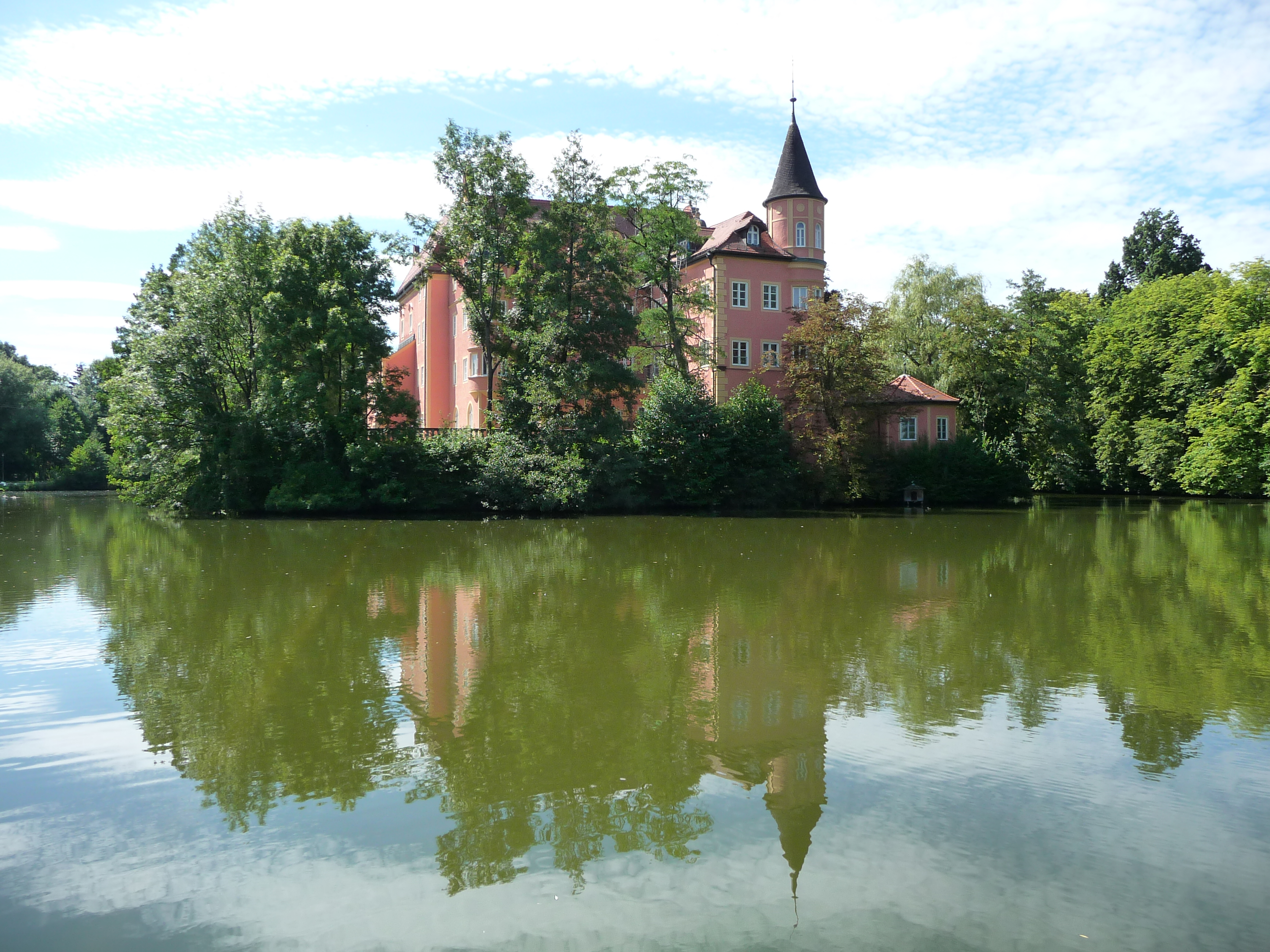
Die Große Vils am Wasserschloss Taufkirchen

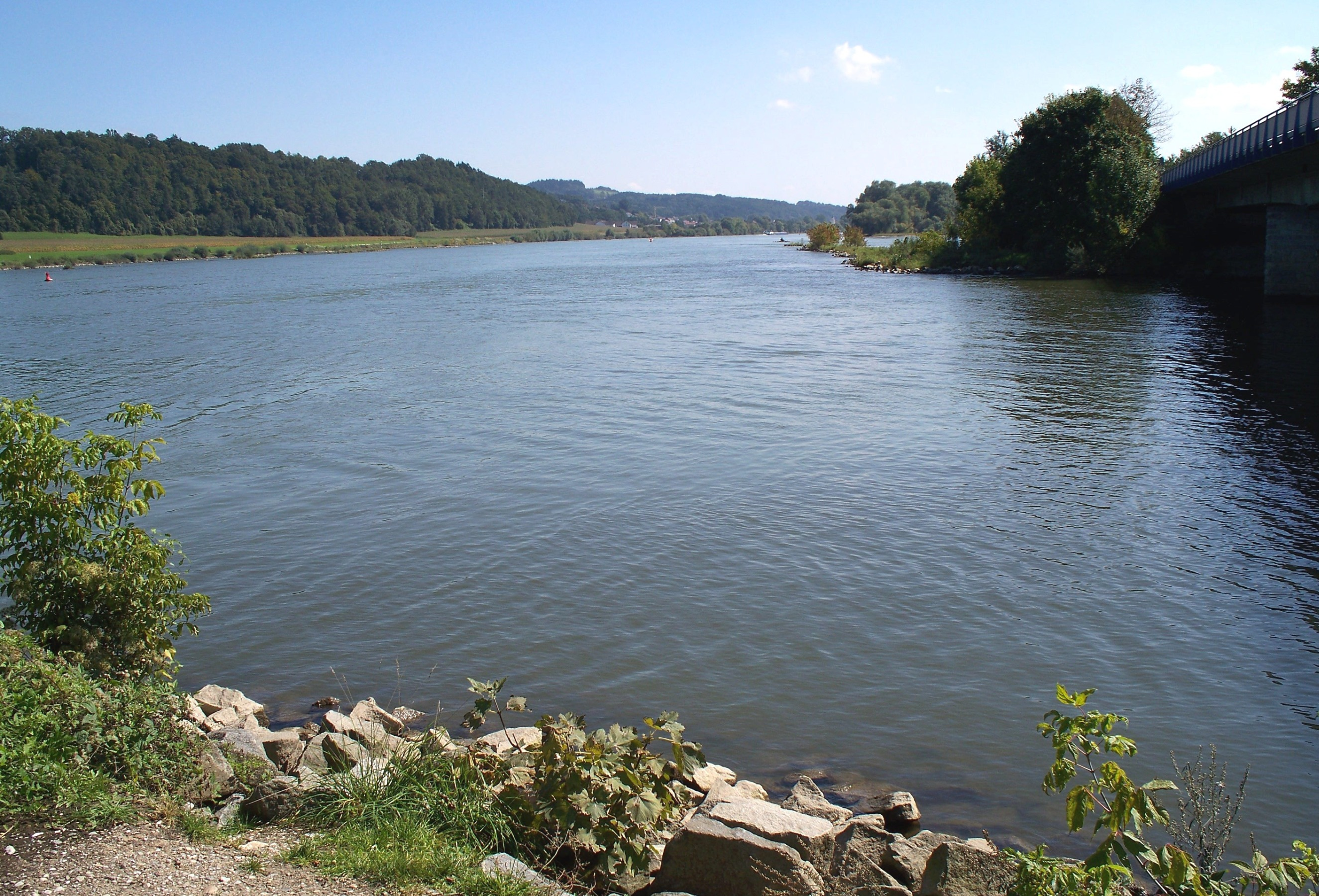
Die Vilsmündung in Vilshofen

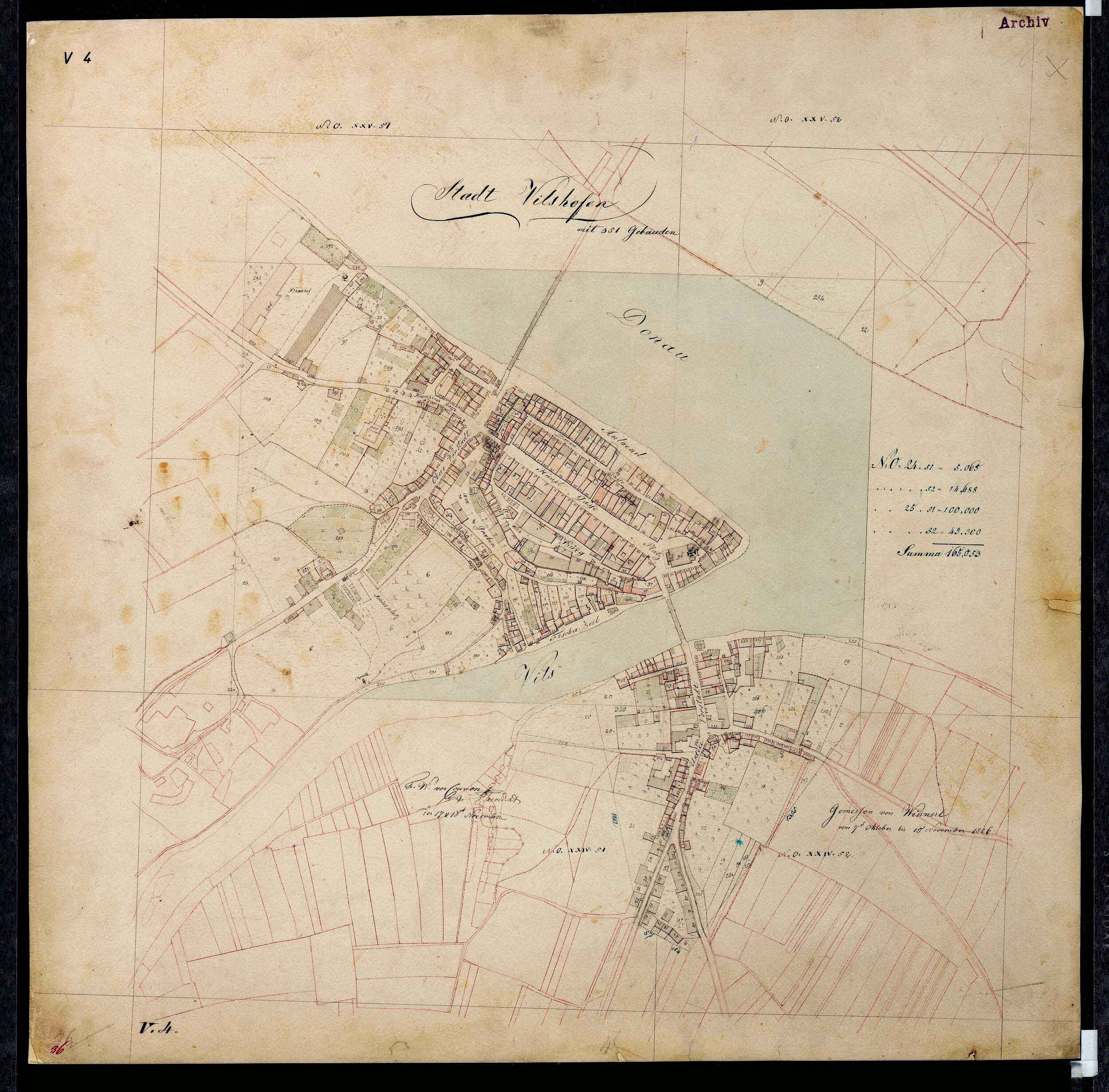
Historischer Ortsplan Vilshofen 1826, mit Mündung der Vils in die Donau

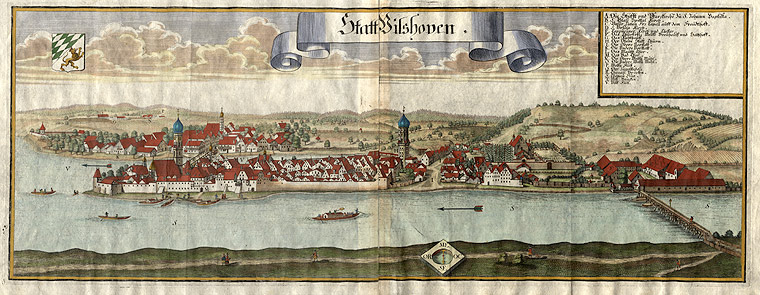
Vilsmündung links im Bild, Anfang 18. Jahrhundert

Die Vils ist ein rechter Nebenfluss der Donau in Bayern. Sie entsteht aus dem Zusammenfluss von Großer und Kleiner Vils. Diese vereinigen sich 700 Meter südlich von Gerzen, auf dem Gebiet der Gemeinde Schalkham. Die Vils ist ab dem Zusammenfluss der Quellflüsse 62,68 Kilometer lang. Ihr Einzugsgebiet beträgt 1.445 Quadratkilometer.

## Zuflüsse der Vils (mit Mündungsorten)
Wichtigste Nebenflüsse (>10 km) sind der Schwimmbach, die Kollbach (über den Vilskanal), der Sulzbach und Aldersbach.

| links | rechts |
| | |
| - Paradiesbach (Gerzen) - Sommeraubach (Sommerau) - Erlinger Bach (Aham) - Augraben (Aham) - Abensbach (Guntendorf) - Grundlbach (Winzersdorf) - Oberwindener Bach (Wassing) - Schafhauser Bach (Loitersdorf) - Gruber Bach (Klosbach) - Aiglkofener Bach (Aiglkofen) - Zitterbach (Vilstalsee) - Klingsgraben (Warth) - Armödgraben (Bruckmühl) - Eglmannsberger Graben (Bruckmühl) - Holzgraben (Bruckmühl) - Thanhöckinger Graben (Mettenhausen) - Mödinger Bach (Rannersdorf) - Eggenbach (Hörmannsdorf) - Rohrbach (Rohrbach) - Öllingergraben (Ölling) - Ötzgraben (Hütt) - Erletgraben (Einstorf) - Feldgraben (Gainstorf) - Gainstorfer Graben (Gainstorf) - Niederöder Graben (Walchsing) - Lindamühlbach (Lindamühl) - Müllerlohegraben (Grafenmühl) - Schusterödgraben (Grafenmühl) - Rußdobelgraben (Vilshofen) | - Blutmüllergraben (Neuhausen) - Moosgraben (Aham) - Haagenauer Graben (Aham) - Birnbach (Frontenhausen) - Schwimmbach (Vilstalsee) - Dingdorfer Bach (Reisbach) - Reitherbach (Reisbach) - Reisbach (Reisbach) - Hötzendorfer Graben (Hötzendorf) - Siegersbach (Oberhausen) - Eschelbach (Niederhausen) - Kugelgraben (Haunersdorf) - Antonibach (Haunersdorf) - Salehner Bach (Steinbeißen) - Etzenbach (Aufhausen) - Bettelgraben (Aufhausen) - Ötzgraben (Rengersdorf) - Delndorfer Graben (Adldorf) - Kantnerholzgraben (Dornach) - Eglseegraben (Dornach) - Kollbach (Kröhstorf) - Kollbachüberleiter (Ehrnstorf) - Sulzbach (Freundorf) - Aldersbach (Aldersbach) - Olatgraben (Aldersbach) - Eitlbach (Aunkirchen) - Aunkirchner Bach (Aunkirchen) - Liessinger Bach (Liessing) - Hitzlinger Graben (Hitzling) |

## Zuflüsse der Großen Vils (mit Mündungsorten)

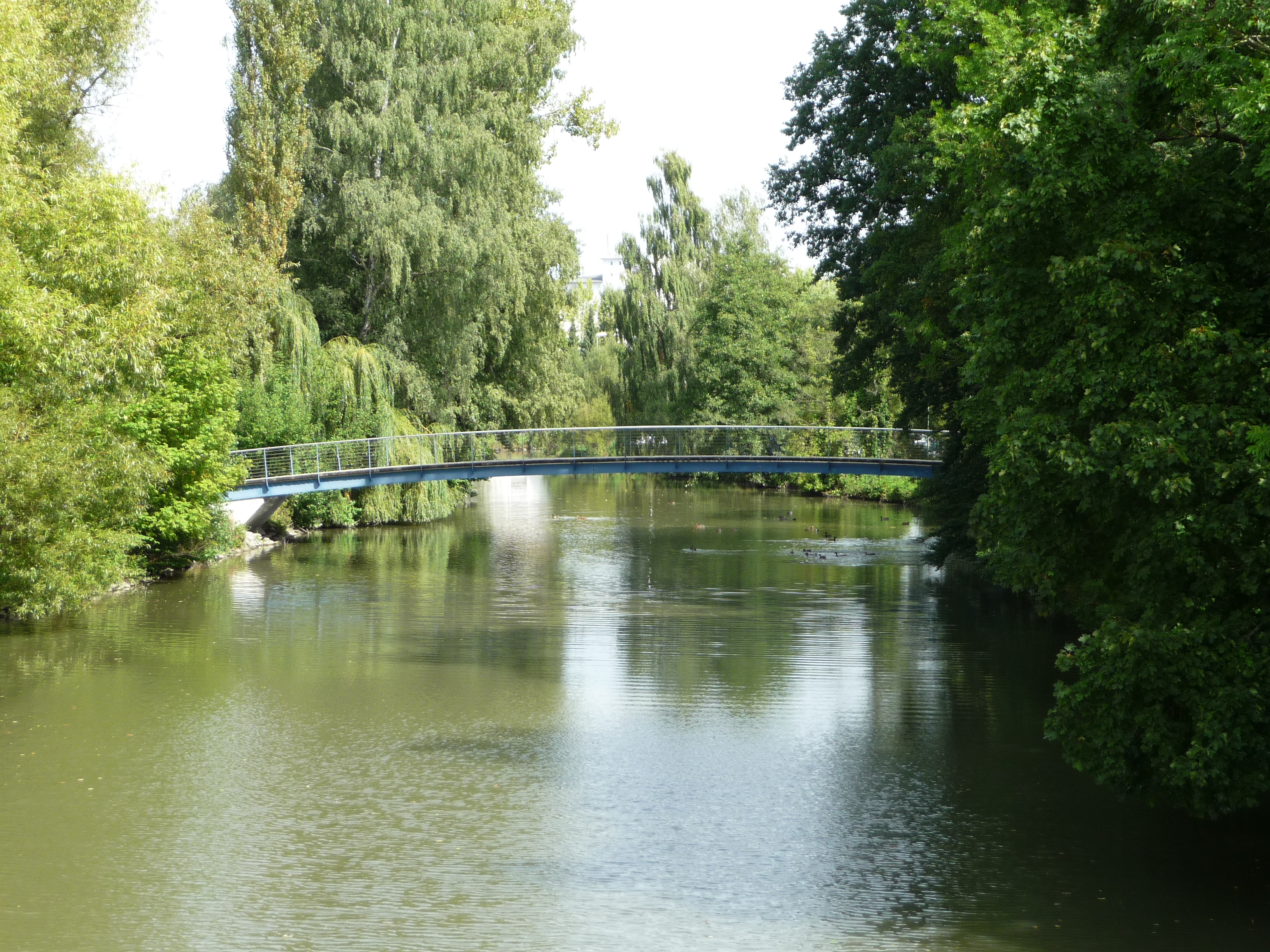
Die Große Vils in Vilsbiburg

Die Große Vils ist bis zum Zusammenfluss mit der Kleinen Vils 41,32 km lang.
Wichtigste Nebenflüsse (>5 km) sind der Kirchlerner Bach, Stephansbrünnlbach, Rechlfinger Bach, Suldinger Bach, Lernerbach, Haarbach, Rettenbach, Zellbach, Spindelbach, und der Kallingerbach.

| links | rechts |
| | |
| - Maierklopfener Graben (Hörgersdorf) - Hörgersberger Graben (Hepfenau) - Gänsöder Graben (Oberhofkirchen) - Feilbächlein (Unterhofkirchen) - Riesbächlein (Permering) - Tegernbacher Bächlein (Babing) - Polzhamer Bächlein (Polzham) - Kirchlerner Bach (Taufkirchen) - Stephansbrünnlbach (Taufkirchen) - Oberfeldbächlein (Aham) - Mühlmoosbächlein (Granting) - Rechlfinger Bach (Jetten-Stetten) - Suldinger Bach (Kleinvelden) - Atzmannsdorfer Graben (Kleinvelden) - Lerner Bach (Obervilslern) - Stockhamer Graben (Stockham) - Holzhäuslngraben (Vilssöhl) - Kurzbach (Niedermühle) - Haarbach (Frauenhaarbach) - Pfaffenbach (Streunweinmühle) - Scheidhamer Graben (Herrnfelden) - Rettenbach (Vilsbiburg) - Schachtengraben (Vilsbiburg) - Frauengraben (Haidberg) - Steindlgraben (Prading) - Faserergraben (Plaika) | - Moosbach (Unterhofkirchen) - Einfeldbächlein (Frauenvils) - Einbach (Ratzing) - Zeildinger Bächlein (Maiselsberg) - Kalmhuber Bächlein (Siebmühle) - Kallingerbach (Winkl) - Spindelbach (Babing) - Dobelgraben (Velden) - Zellbach (Biedenbach) - Aschinger Graben (Mariaberg) - Ellinger Graben (Bachmühle) - Haselbach (Haselbach) - Kreuzaigner Graben (Marxbauer) - Eimergraben (Solling) - Kühbächlein (Leberskirchen) - Moosgraben (Wörthmühle) |

## Zuflüsse der Kleinen Vils (mit Mündungsorten)

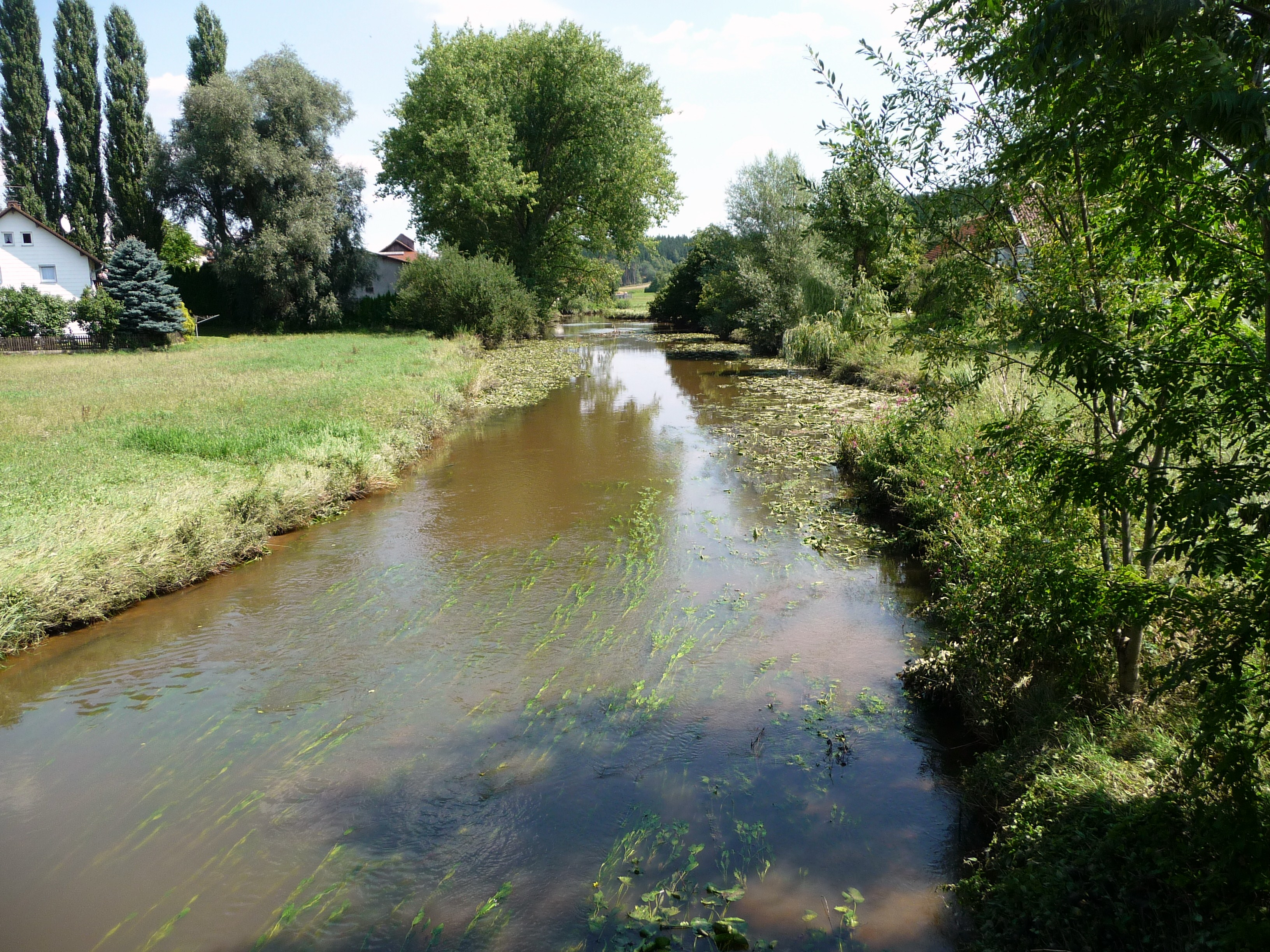
Die Kleine Vils bei Vilssattling

Die Kleine Vils ist bis zum Zusammenfluss mit der Großen Vils 31,94 km lang.
Wichtigste Nebenflüsse (>5 km) sind der Aibach, der Firnbach und der Bettenbach.

| links | rechts |
| | |
| - Aibach (Vilsheim) - Kapfinger Bach (Vilsheim) - Deutschmühlbach (Münchsdorf) - Moosbach (Münchsdorf) - Lausbach (Münchsdorf) - Moorloher Graben (Altfraunhofen) - Dessinger Graben (Eging) - Mantelkamer Graben (Vils) - Narrenstetter Graben (Stützenbruck) - Hörlkammer Graben (Hörlkam) - Feigenbach (Rampoldsdorf) - Fimbach (Geisenhausen) - Bettenbach (Glatzmühle) - Kirmbach (Dietelskirchen) - Dietrichstettener Graben (Dietrichstetten) - Flieserbach (Aumühle) - Wippenbach (Vilssattling) | - Augraben (Langenvils) - Aufhamer Graben (Aufham) - Heldenberger Bächlein (Altfraunhofen) - Haselbach (Hohlhof) - Thalhamer Graben (Hofmühle) |